# Modletín
Modletín (německy Modletin) je malá vesnice a část obce Rušinov v okrese Havlíčkův Brod. Nachází se asi dva kilometry východně od Rušinova. Modletín leží v katastrálním území Vratkov o výměře 5,12 km².

## Název
Název vesnice je odvozen přivlastňovací příponou z osobního jména Modlata ve významu Modlatův dvůr. V historických pramenech se jméno vsi objevuje ve tvarech: Modletin (1542, 1557), na Modletíně (1615), Modletijn (1617) a „díl statku Modletina“ (1696).

## Historie
První písemná zmínka o vesnici pochází z roku 1542.

## Pamětihodnosti
- barokní kostel svaté Anny z konce 17. století

## Osobnosti
- Adolf Míšek (1875–1955), kontrabasista a hudební skladatel

## Galerie

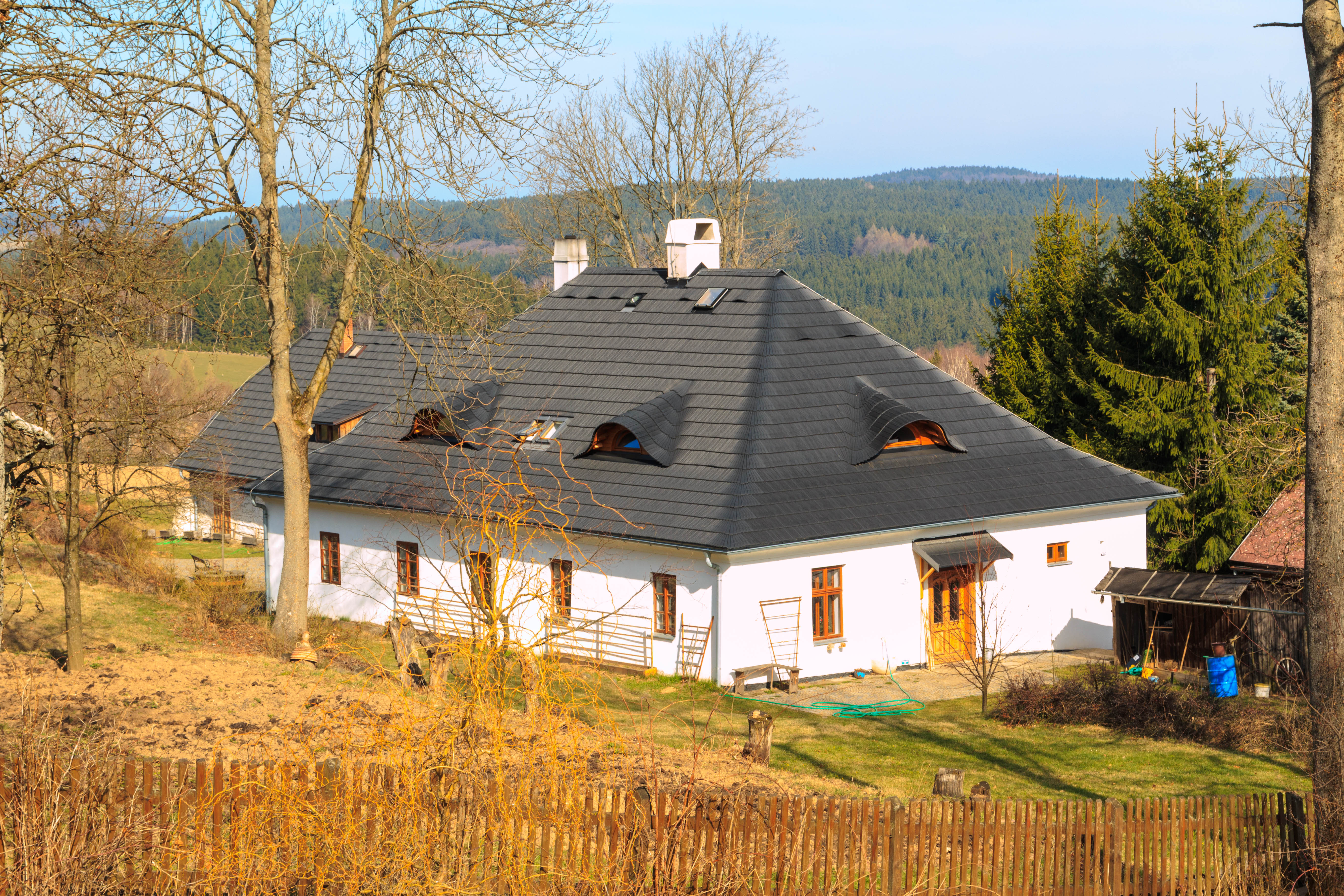
Dům čp. 7
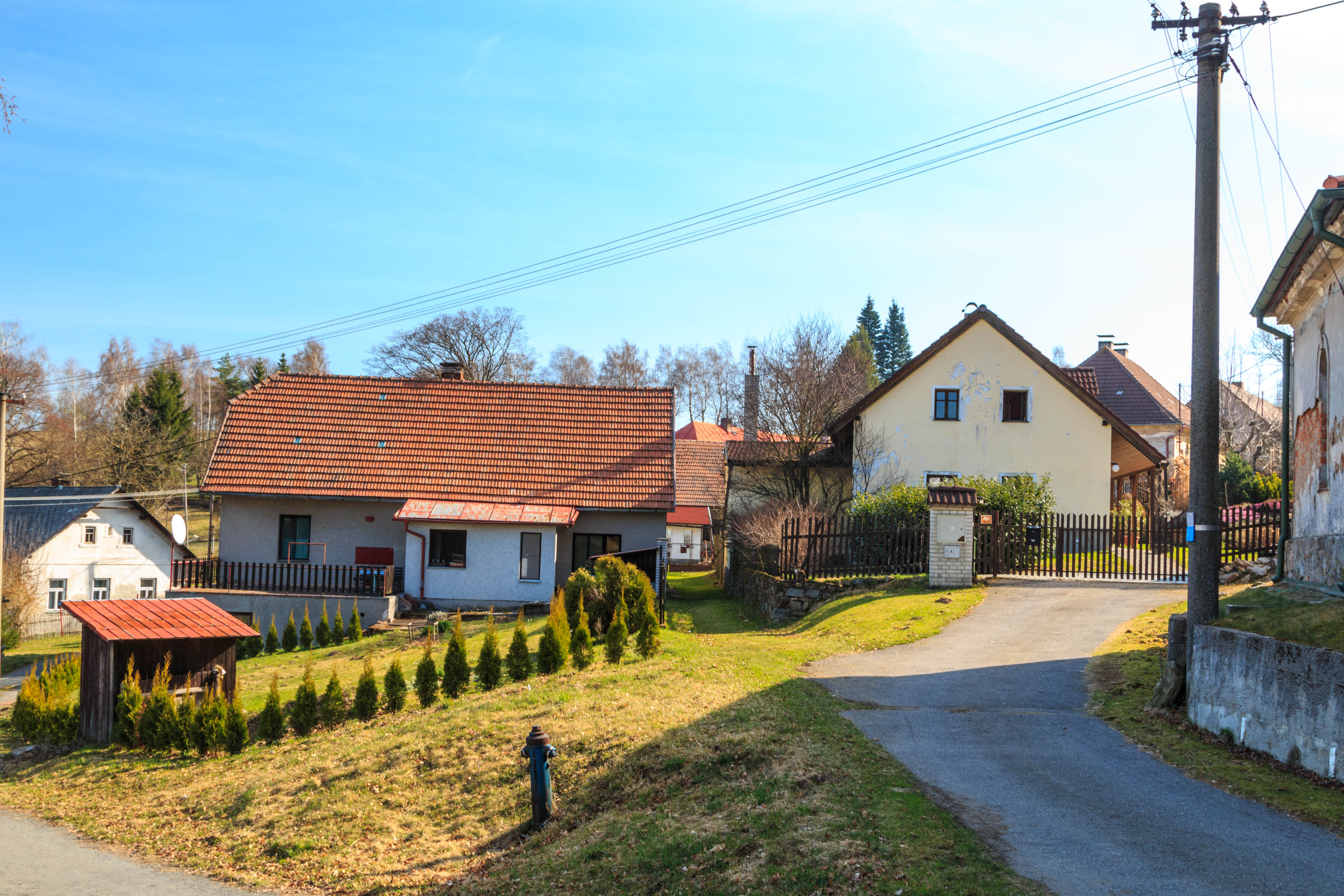
Dům čp. 10
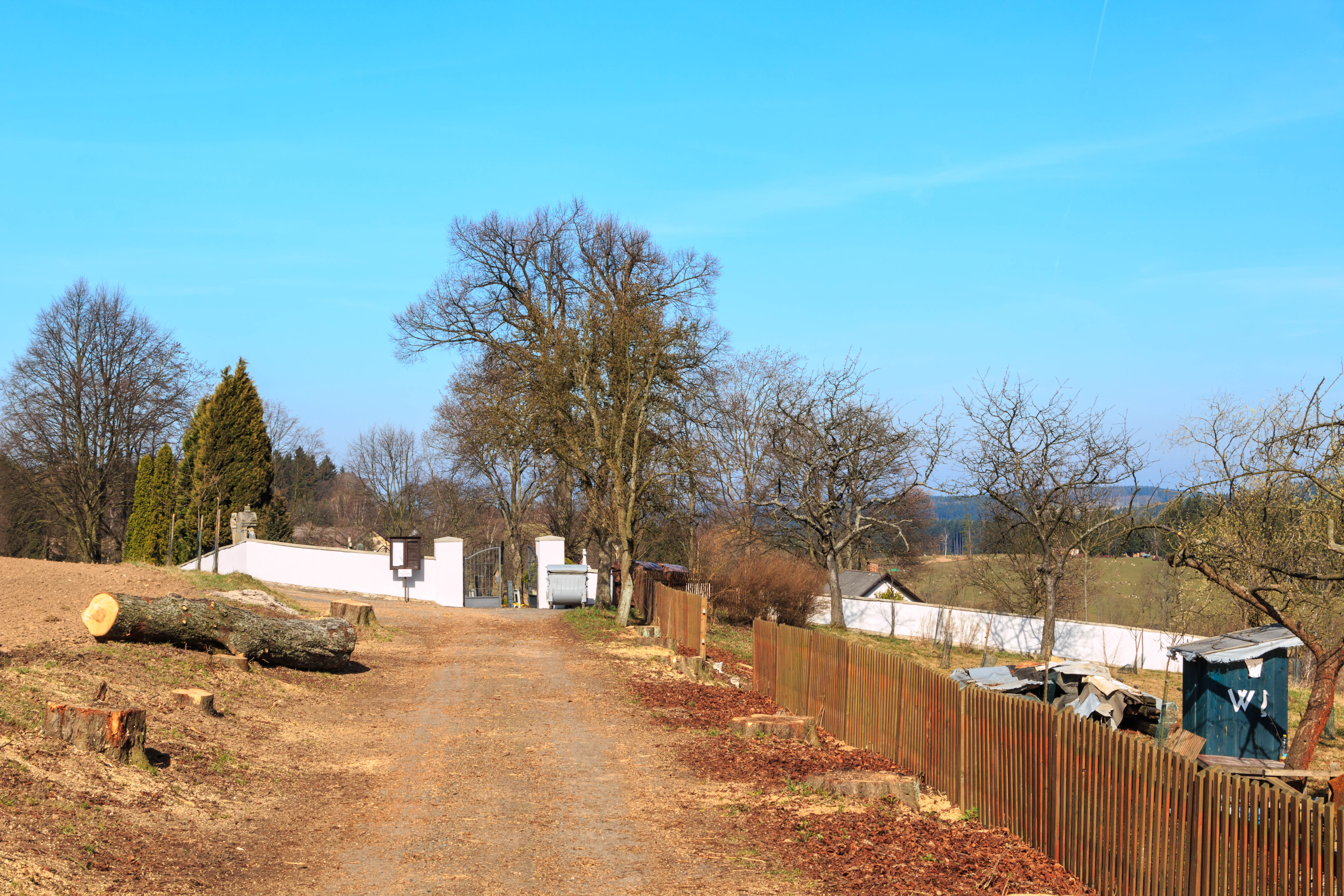
Hřbitov
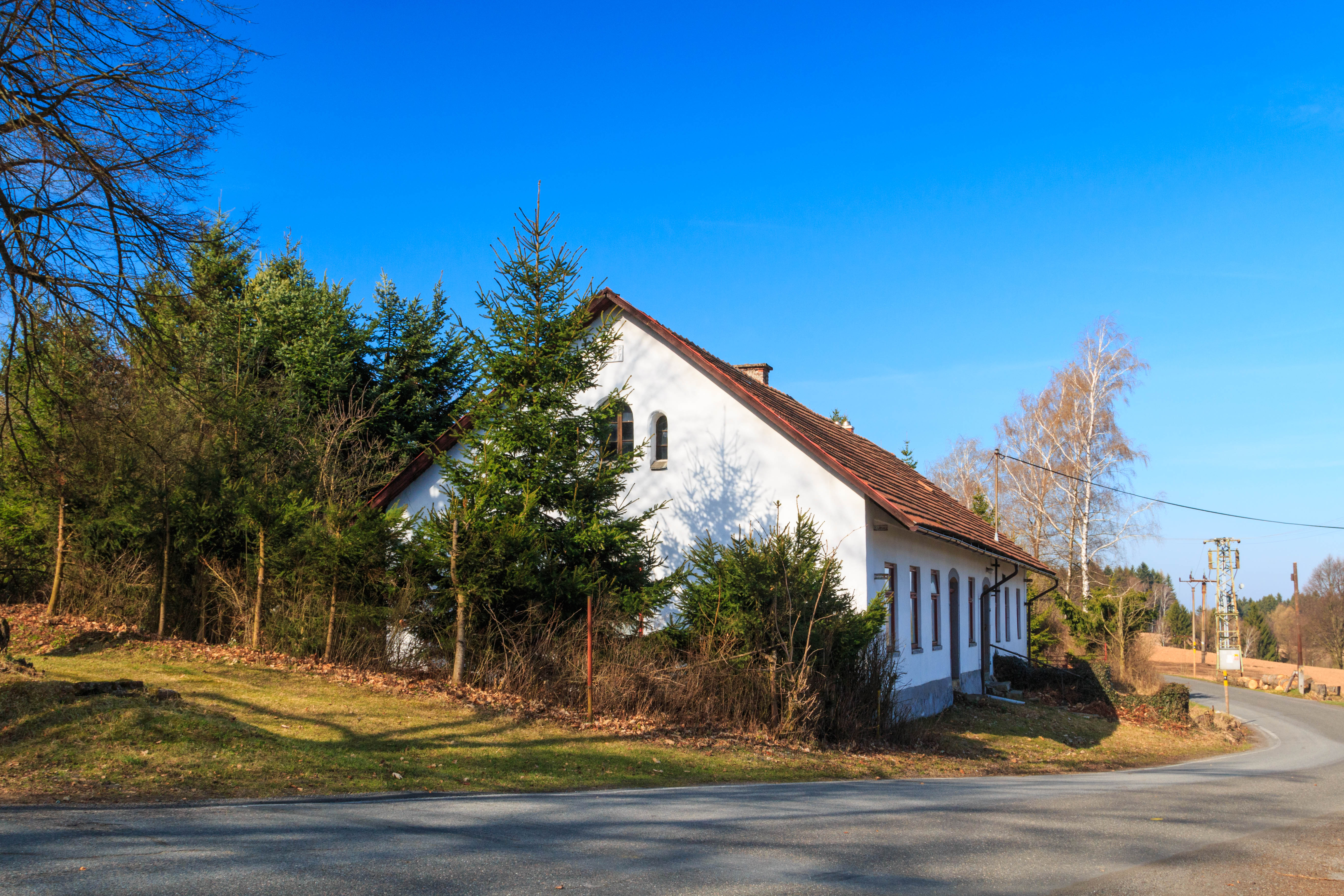
Dům čp. 8